# Hitman 2: Silent Assassin
Hitman 2: Silent Assassin er det andet spil i danske IO Interactives Hitman-serie.

## Historie
Spillets Hovedeperson Agent 47 har stoppet sin karriere som lejemorder og prøver at lægge fortiden bag sig. Han arbejder nu som gartner på en kirkegård. Det er dog kun indtil præsten som er hans nye faderfigur bliver bortført. Agent 47 sætter efter bortførerne, og det bliver til en jagt over hele verden.
47 lægger ud med at aflægge mafialederen der kidnappede præsten et visit. Til at hjælpe sig får han sin gamle arbejdsgiver "Diane", men prisen er at 47 genoptager sin karriere som lejemorder ved at snigmyrde en russisk general i St. Petersborg. Efter en succesfuld "assassination" vælger 47 at fortsætte med at hjælpe "Diane" og fuldføre opgaven med at få ryddet de sidste generaler af vejen.
Agent 47 fortsætter med at hjælpe "The Agency" efter de succesfulde missioner i Rusland i håb om, at de med tiden kan finde information om fader Vittorios forsvinden. Men efterhånden som tiden går – og håbet om at finde præsten i live svinder ind – bliver han mere og mere involveret i sine gamle rutiner, og før han ved af det, bliver han igen sendt ud på livsfarlige og næsten umulige missioner for sin tidligere arbejdsgiver.
Missionerne tager Agent 47 rundt over hele verden. På listen over hans "targets" er bl.a. en japansk våbenhandler, der skjuler sig på et særdeles godt bevogtet slot et sted i det japanske vinterlandskab, en sheik og en længere række af mellemøstlige generaler og løjtnanter.
Uden at vide det bliver 47 endnu engang spundet længere og længere ind i et net af løgne og bedrag, der omhandler hans egen historie. Men jo tættere han kommer på sandheden, desto farligere bliver det at være verdens bedste lejesoldat.
Til sidst ender 47 tilbage i St. Petersborg, hvor han kommer til at stå ansigt til ansigt med sin hidtil farligste og mest dødbringende modstander til dato...